# Liurai (Aileu)
Liurai (Suco Liurai, Suku Liurai) ist ein osttimoresischer Suco im Verwaltungsamt Aileu (Gemeinde Aileu).

## Geographie
Der Suco Liurai liegt im Südwesten des Verwaltungsamts Aileu. Nordwestlich liegt der Suco Hoholau nördlich der Suco Seloi Malere, nordöstlich die Sucos Lausi und Bandudato, östlich der Suco Lahae und südöstlich er Suco Fatubossa. Im Südwesten befindet sich die Gemeinde Ermera mit ihrem Suco Eraulo (Verwaltungsamt Letefoho). Im Osten entspringt der Fluss Ormoi, der dann entlang der Grenze zu Fatubossa nach Osten abfließt, wo er in den Delosi, einem weiteren Grenzfluss mündet. Der Rio Liurai ist ein Grenzfluss im Norden zu Seloi Malere, der zusammen mit den von Südwesten kommenden Malubui den Manolane bildet, der den Norden Liurais durchquert und nach Osten verlässt. Alle Flüsse gehören zum System des Nördlichen Laclos. Die Überlandstraße von der Gemeindehauptstadt Aileu nach Maubisse streift Liurai im Osten nur kurz. Liurai hat eine Fläche von 51,88 km².
Der Suco teilt sich auf in die acht Aldeias Banderahun, Coulaudo, Fatubessi, Fatulmau, Laclo, Quirilelo, Raimanso und Rairema.
Entlang des Südufers des Manolanes liegt mit Banderahun (Bandeira Hun, Bandeira) die größte Siedlung im Suco. Hier steht auch der Verwaltungssitz des Sucos. Im Zentrum des Sucos befindet sich der Ort Raimanso (Raimaso) und im Osten Rairema. Nach Süden hin liegen die Dörfer Fatubessi (Fatubesi) und Quirilelo (Quirlelo, Kirilelo). Grundschulen gibt es in Fatubessi, Hatu Makasak in der Aldeia Rairema und Quirilelo. Hatu Makasak hat eine medizinische Station und Banderahun eine Polizeistation.

## Einwohner

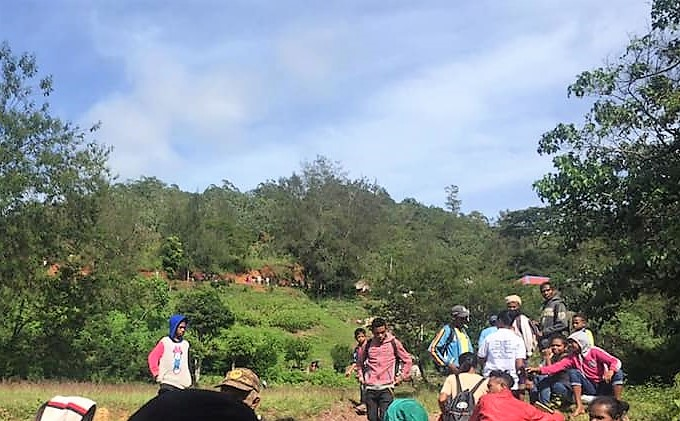
In Liurai (2021)

Im Suco leben 3.586 Einwohner (2022), davon sind 1.811 Männer und 1.775 Frauen. 703 von ihnen leben in einer urbanen Umgebung, 2.883 in einer ländlichen. Im Suco gibt es 660 Haushalte. Über 49 % der Einwohner geben Tetum Prasa als ihre Muttersprache an, nur etwas weniger Mambai. Kleine Minderheiten sprechen Galoli oder Makasae.

## Geschichte
In Banderahun gab es Ende 1979 ein indonesisches Lager für Osttimoresen, die zur besseren Kontrolle von den Besatzern umgesiedelt werden sollten.
Anfang September 1999 zerstörten während der Operation Donner Mitglieder der AHI-Miliz (Aku Hidup dengan Integrasi/Indonesia) systematisch mehrere Sucos in Aileu, so auch Liurai am 8. September. Häuser wurden niedergebrannt und das Nutzvieh getötet.

## Politik

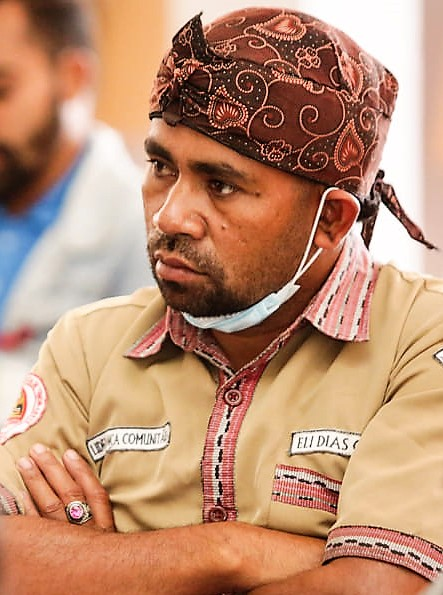
Eli Dias (2022)

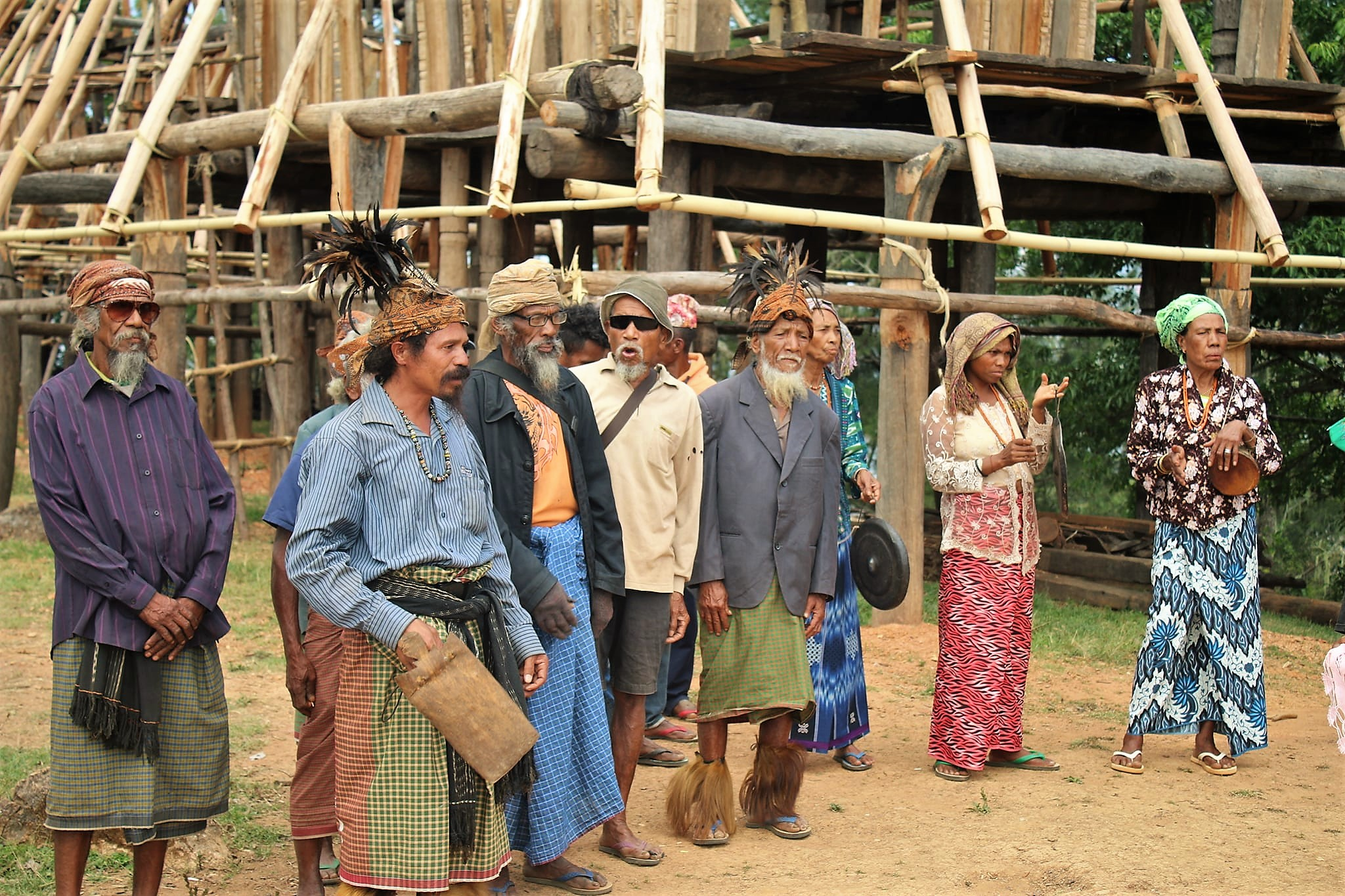
Abordnung der Dorfältesten (2021)

Bei den Wahlen von 2004/2005 wurde Domingos Rodrigues Pinheiro zum Chefe de Suco gewählt und 2009 in seinem Amt bestätigt. Bei den Wahlen 2016 gewann Eli Dias und 2023 Bendito Gomes.